# Liste der Monuments historiques in Ancey
Die Liste der Monuments historiques in Ancey führt die Monuments historiques in der französischen Gemeinde Ancey auf.

## Liste der Objekte
| Bezeichnung                                  | Beschreibung                                 | Standort                                   | Kennzeichnung | Schutzstatus | Datum | Bild |
| -------------------------------------------- | -------------------------------------------- | ------------------------------------------ | ------------- | ------------ | ----- | ---- |
| Gedenktafel an die Erneuerung des Kirchturms | Kalkstein, bezeichnet 1787                   | in der Kirche Nativité-de-la-Vierge (Lage) | PM21000029    | Classé       | 1931  |      |
| Reliquiar der heiligen Brigida von Kildare   | Metall, versilbert, Messing, 16. Jahrhundert | in der Kirche Nativité-de-la-Vierge (Lage) | PM21000030    | Classé       | 1960  |      |